# Myśliciel
Myśliciel (fr. Le Penseur) – rzeźba w brązie/marmurze wykonana w 1880 przez Auguste’a Rodina, znajduje się w zbiorach Muzeum Rodina w Paryżu. Przedstawia postać zamyślonego mężczyzny, zmagającego się z przejmującym wewnętrznym konfliktem. Charakterystyczna sylwetka używana jest czasami jako symbol filozofii.

## Oryginał
Początkowo nazywana Poetą rzeźba była częścią zamówienia Muzeum Sztuk Zdobniczych w Paryżu (fr. Musée des Arts décoratifs) i miała stanowić element projektowanego monumentalnego portalu wejściowego muzeum. Rodin oparł tematykę pracy na „Boskiej komedii” Dantego. Każda z postaci portalu miała odnosić się do jednej z głównych postaci eposu. Według początkowego konceptu Myśliciel przedstawiał samego Dantego przed wrotami piekieł, tworzącego swoją epopeję. Ostatecznie identyczna figura trafiła w wersji miniaturowej na szczyt Bramy Piekieł, gdzie rozmyśla nad tragicznym losem tych, którzy przedstawieni są poniżej. Rzeźba przedstawia nagiego człowieka, ponieważ Rodin chciał stworzyć heroiczną postać w tradycji Michała Anioła, z jednoczesnym odniesieniem do intelektu i poezji.
Pierwsza – gipsowa wersja Myśliciela powstała około roku 1880.
Pełnowymiarowy odlew z brązu został ukończony w roku 1902, lecz dopiero w roku 1904 wystawiono go na widok publiczny. Rzeźba stała się własnością Paryża dzięki akcji zorganizowanej przez zwolenników twórczości Rodina – w 1906 roku stanęła przed paryskim Panteonem. W roku 1922 przeniesiono ją do Hotelu Birion, przekształconego następnie w Muzeum Rodina.
Myślicielowi udało się bardziej niż jakiejkolwiek innej rzeźbie Rodina przeniknąć do powszechnej kultury jako symbol intelektualnego wysiłku. Efektem ubocznym był fakt, że stała się również stałym elementem satyry, i to już za życia Rodina. Armand Hammer zanotował, że podczas osobistego spotkania z Leninem w 1912 roku, podarował przywódcy bolszewików statuetkę przedstawiającą szympansa w pozie Myśliciela, medytującego nad ludzką czaszką, jako aluzję do darwinistycznego zabarwienia filozofii Lenina.
Do września roku 2006 oryginalny odlew był przez jakiś czas wystawiony w muzeum Sakip Sabanci w Stambule w Turcji. Nieco wcześniej, w marcu i kwietniu tego samego roku można go było podziwiać w stolicy amerykańskiego stanu Connecticut, Hartford, w najstarszym w USA publicznym muzeum sztuki – Wadsworth Athenaeum. Na początku roku 2007 rzeźba powróciła do Paryża.

## Kolejne odlewy

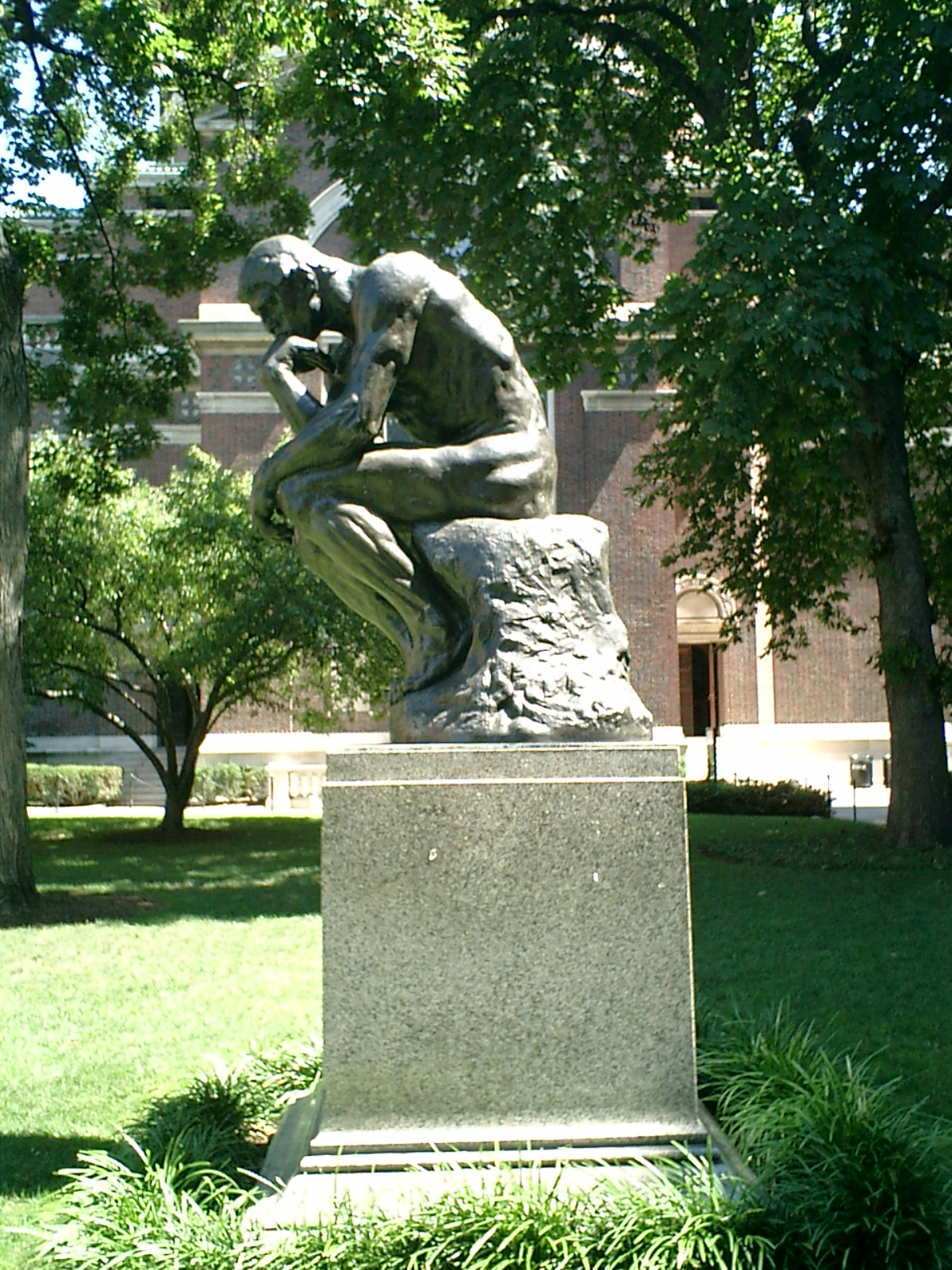
Kopia „Myśliciela” na terenie Uniwersytetu Columbia

Ponad dwadzieścia odlewów rzeźby jest rozsianych po muzeach całego świata. Część z tych kopii to wersje powiększone lub w inny sposób przeskalowane. Ostatnio rzeźba ozdobiła szkołę podstawową Penleigh and Essendon z okazji wprowadzenia zajęć z filozofii do programu szkoły.

### Lokalizacja pełnowymiarowych odlewów
- Muzeum Rodina Paryż, Francja (oryginał)
- Saint Paul De Vence, Francja
- Baltimore Museum of Art, Maryland, USA
- Cleveland Museum of Art, USA (mocno uszkodzona na skutek wandalizmu w roku 1970, wystawiana z nadal widocznymi uszkodzeniami)
- Uniwersytet Columbia w Nowym Jorku, USA (na otwartym powietrzu na terenie kampusu, przed Izbą Filozofii)
- Detroit Institute of Arts, USA, wypożyczona Meijer Gardens w Grand Rapids na lato 2007, na czas remontu głównego wejścia do instytutu
- Cmentarz Laeken, niedaleko Brukseli, Belgia
- Nelson-Atkins Museum of Art w Kansas City, Missouri, USA
- Kyoto National Museum, Japonia
- Sakıp Sabancı Museum w Stambule, Turcja
- Uniwersytet w Louisville, Kentucky, USA
- Rodin Museum, Filadelfia, Pensylwania, USA
- California Palace of the Legion of Honor, San Francisco, Kalifornia, USA
- Uniwersytet Stanforda, Stanford, Kalifornia, USA
- Norton Simon Museum, Pasadena, Kalifornia, USA (odlew widywany często podczas Tournament of Roses Parade)
- Museo Soumaya, miasto Meksyk, Meksyk
- Singer Laren, Laren, Holandia (ciężko uszkodzony przez złodziei w 2007)
- Ny Carlsberg Glyptotek w Kopenhadze, Dania
- Buenos Aires, Argentyna, przed budynkiem parlamentu
- Tel Awiw-Jafa, Izrael, w lobby RAD Data Communications
- Canisius College, Dżakarta, Indonezja
- Albertinum, Drezno
- Muzeum Narodowe, Poznań, Polska